# Euriphene elpinice
Euriphene elpinice är en fjärilsart som beskrevs av Smith 1887. Euriphene elpinice ingår i släktet Euriphene och familjen praktfjärilar. Inga underarter finns listade i Catalogue of Life.